# Безруківка
Безру́ківка  — пасажирський залізничний  зупинний пункт Харківської дирекції Південної залізниці на електрифікованій лінії Харків-Пасажирський — Грани між зупинним пунктом Нові Дергачі (5 км) та станцією Слатине (5 км). Розташований біля залізничного переїзду на околиці села Безруки Харківського району Харківської області.

## Інфраструктура

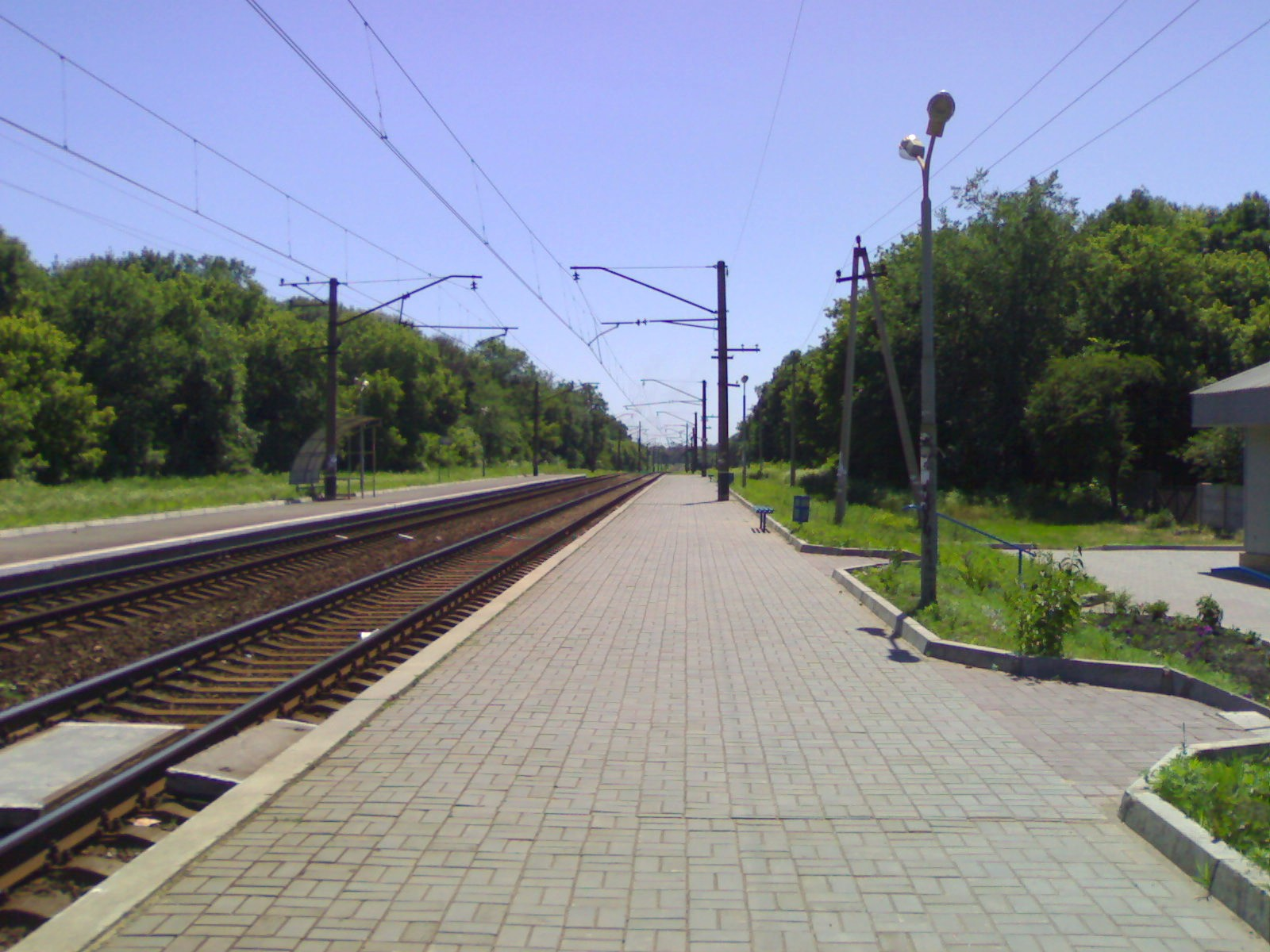
Платформи зупинного пункту Безруківка

На зупинному пункті облаштована  каса з продажу проїзних документів — з боку колії Харківського напрямку, 2 павільйони та вбиральня — з іншої.
Платформа непарної колії, а також передпавільйонна територія вокзалу викладенні бруківкою. Платформа парної колії, а також підхід до вбиральні — заасфальтовані.

## Пасажирське сполучення
На зупинному пункті Безруківка зупиняються приміські електропоїзди у напрямку Козачої Лопані. Напрямок Харків-Пасажирський — Козача Лопань обслуговується моторвагонним депо Харків   (електропоїздами ЕР2, ЕР2Р, ЕР2Т).